# 대한민국 형사소송법 제178조
대한민국 형사소송법 제178조는 여비, 감정료 등에 대한 형사소송법의 조문이다.

## 조문
第178條(旅費, 鑑定料 等)鑑定人은 法律의 定하는 바에 依하여 旅費, 日當, 宿泊料 外에 鑑定料와 替當金의 辨償을 請求할 수 있다.

제178조(여비, 감정료 등)감정인은 법률의 정하는 바에 의하여 여비, 일당, 숙박료 외에 감정료와 체당금의 변상을 청구할 수 있다.

## 참고 문헌
- 손동권 신이철, 새로운 형사소송법(초판, 2013), 세창, 2013. ISBN 9788984114081